# Cristina de Stommeln
Cristina de Stommeln (en alemán: Christina von Stommeln, Stommeln, Alemania; 24 de julio de 1242-Ibidem, 6 de noviembre de 1312), también conocida como Cristina Bruso o Cristina Bruzo, fue una mística y estigmatizada católica.
Cristina nació el 24 de julio de 1242 en el pueblo de Stumbeln (ahora Stommeln), al noroeste de Colonia. Sus padres fueron los labradores Heinrich y Hilla Bruso. Cuando tenía cinco años comenzó a experimentar visiones místicas. Al cumplir doce, sus padres arreglaron que contrajera matrimonio, por lo que ella huyó de su casa y se unió a una comunidad de beguinas en Colonia. A la edad de quince años manifestó estigmas en sus manos, pies y cabeza. Estas experiencias místicas provocaron que las mujeres de su comunidad la creyeran loca, por lo que fue menospreciada y obligada a volver a su hogar en 1267.
Al regresar a Stommeln, fue acogida por el párroco, Johannes. Mientras estaba ahí, Christina conoció a Pedro de Dacia, un fraile dominico, con quien estableció una cercana amistad que duraría toda la vida de éste. A la muerte de Pedro en 1288 las experiencias místicas de Cristina cesaron. Después de eso abandonó la casa del sacerdote y se mudó a un pequeño claustro, donde vivió tranquilamente hasta su muerte a los 70 años, el 6 de noviembre de 1312. Fue enterrada en el cementerio parroquial de Stommeln, sin embargo, sus restos han sido movidos en varias ocasiones: primero dentro de la iglesia; luego, en 1342, a Nideggen; finalmente, en 1569, a la iglesia de Provost (Propsteikirche) en Jülich, donde aún se halla un monumento dedicado a Cristina. Sus reliquias sobrevivieron a la destrucción de la iglesia de Provost durante los bombardeos de los Aliados a Jülich, el 16 de noviembre de 1944.
El papa Pío X beatificó a Cristina el 8 de noviembre de 1908 y su fiesta litúrgica fue establecida en la fecha de su muerte.